# Berceuse (lied van Bridge)
Berceuse is de titel van een aantal composities van Frank Bridge. Hij componeerde in 1901 vier verschillende instrumentale stukken met deze titel en een toonzetting van de eerste strofe van het gedicht The cottager to her infant van Dorothy Wordsworth. Het werk behoort tot Bridges vroege periode van onschuld en onschuldige muziek. Het wiegelied met sopraan wordt gespeeld in tempo Andante con moto – poco piu mosso – tempo I.
Tekst van het totale gedicht:
The days are cold, the nights are long,
The North wind sings a doleful song;
Then hush again upon my breast;
All merry things are now at rest,
Save thee, my pretty love!”
The kitten sleeps upon the hearth,
The crickets long have ceased their mirth;
There's nothing stirring in the house
Save one wee, hungry, nibbling mouse,
Then why so busy thou?
Nay! start not at that sparkling light;
'Tis but the moon that shines so bright
On the window pane bedropped with rain:
Then, little Darling! sleep again,
And wake when it is day.
Op 20 juni 1902 werden twee versies van Berceuse voor het eerste gespeeld. De instrumentale versie voor viool en strijkinstrumenten werd gedirigeerd door Charles Villiers Stanford, Bridges docent; de versie voor sopraan en orkest werd gedirigeerd door Bridge zelf. Plaats van handeling van de Royal Academy of Music alwaar Bridge nog studeerde.
Discografie:
- Uitgave Chandos: BBC National Orchestra of Wales o.l.v. Richard Hickox, zowel versie voor klein orkest als sopraan/orkest met sopraan Sarah Connolly; opnamen uit 2004